# Tyrannopsis sulphurea
Tyrannopsis sulphurea là một loài chim trong họ Tyrannidae.